# Бург, Ханси
Ханси Бург (нем. Hansi Burg; 12 февраля 1898; Вена — 14 марта 1975, Гаратсхаузен) — австрийская и немецкая актриса. Спутница жизни актёра Ханса Альберса.

## Биография
Дочь актёра Ойгена Бурга, Ханси выросла в Берлине и начала актёрскую карьеру в 1917 году в берлинском театре комедии под руководством Генриха Больтена-Беккера. Работая в театре «Трианон», познакомилась с актёром Хансом Альберсом. В это же время Ханси стала исполнительницей многочисленных ролей в кино. Вскоре Ханси Бург и Ханс Альберс стали жить вместе. С ростом популярности Альберса Бург всё больше уходила в его тень и примеряла на себя роль его спутницы и консультанта.
После прихода к власти национал-социалистов в 1933 году актёрская пара попала под наблюдение. Чтобы спасти свою карьеру и снизить давление, Альберс в официальном письме на имя Геббельса от 15 октября 1935 года заявил о расставании с еврейкой Ханси Бург. Она для вида вышла замуж за гражданина Норвегии Эриха Блайдта, но фактически Бург и Альберс продолжали жить вместе на Штарнбергском озере, пока в 1939 году Ханси тайком не выехала через Швейцарию в Лондон. Её отец вместе со второй женой был депортирован в 1943 году и умер в концлагере Терезиенштадт в 1944 году.

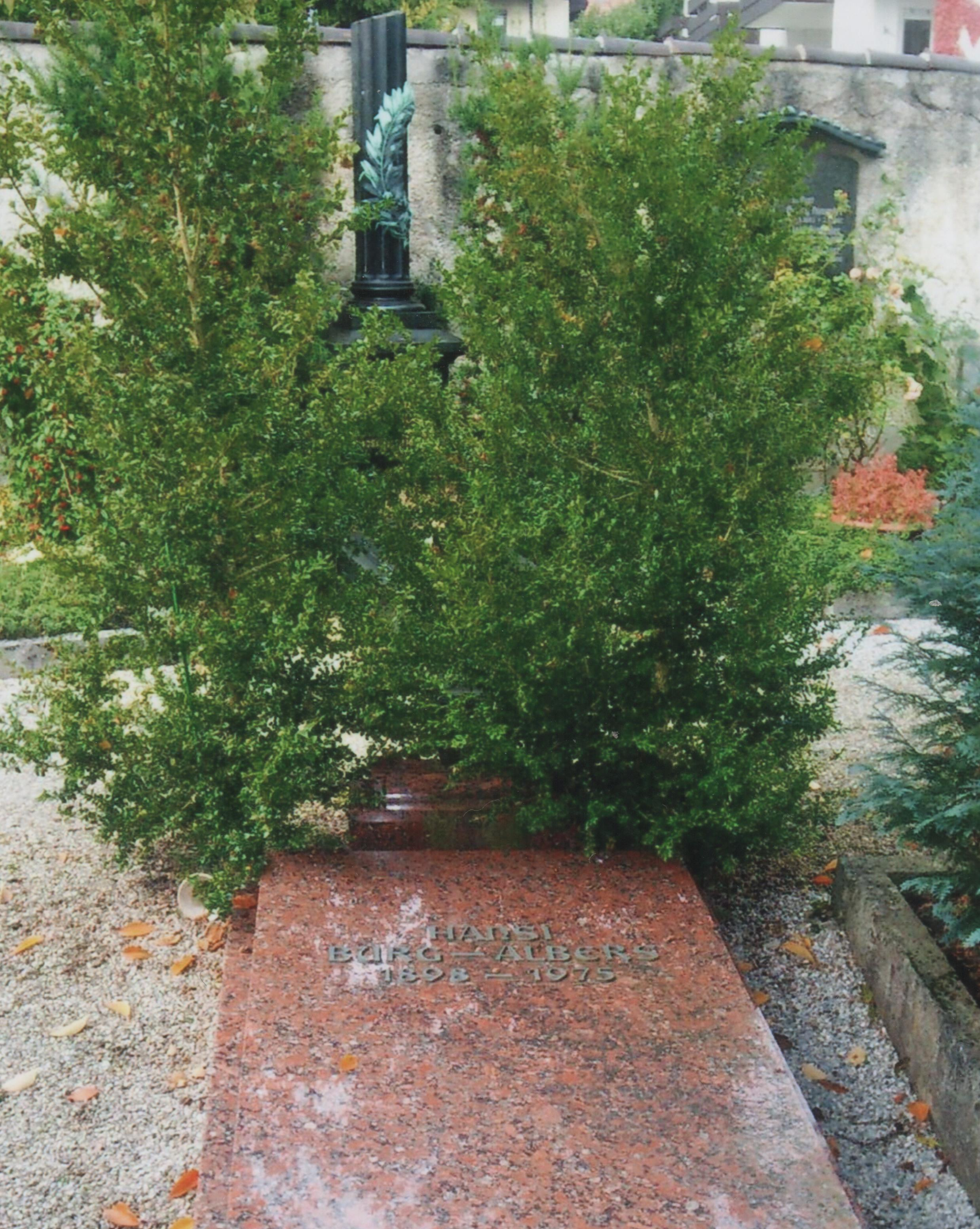
Могила Ханси Бург

В 1946 году Ханси Бург вернулась в Германию в униформе британской военнослужащей и продолжила отношения с Альберсом вплоть до его смерти в 1960 году. В 1971 году Бург продала государству свой земельный участок в Гаратсхаузене, сохранив право проживания в доме.
Ханси Бург умерла в 1975 году.

## Фильмография
- 1919: Mutter Erde
- 1919: Abenteuer der Bianetti
- 1919: Das Mädchen aus der Ackerstraße
- 1920: Der unsichtbare Dieb